# 아폴론 리마솔
아폴론 리마솔(그리스어: Απόλλων Λεμεσού, Apollon Lemesou)은 키프로스 리마솔의 프로축구 클럽으로 현재는 키프로스 1부 리그에 참가하고 있다. 축구 외에 농구 배구 팀도 운영한다. 1954년에 창단한 아폴론 리마솔은 총 4번의 리그 우승과 9번의 리그컵 우승 3번의 슈퍼컵 우승 경험을 가지고 있다. 가장 최근의 우승은 2021-22 시즌 리그 우승이다. 또한 키프로스 1부 리그를 대표하는 클럽 중 하나이며 15번의 우승컵과 4번의 UEFA 유로파리그 조별리그 진출로 리마솔 지역에서는 가장 성공적인 클럽으로 평가 받는다.

## 성적
- 키프로스 1부 리그
  - 우승 (4회) : 1990–91, 1993–94, 2005–06, 2021-22
  - 준우승 (4회) : 1984-85, 1989-90, 1992-93, 1996-97

- 키프로스컵
  - 우승 (9회) : 1965–66, 1966–67, 1985–86, 1991–92, 2000–01, 2009–10, 2012–13, 2015–16, 2016–17
  - 준우승 (8회) :(1964–65, 1981–82, 1986–87, 1992–93, 1994–95, 1997–98, 2010–11, 2017–18

- 키프로스 슈퍼컵
  - 우승 (1회) : 2006

## 선수 명단

### 현역
참고: FIFA 자격 규정에 따라 소속된 국가대표팀 국기를 표시합니다. 선수는 복수의 FIFA 비회원국 국적을 가지고 있을 수 있습니다.
| 번호 | 포지션 | 국적       | 이름              |
| ---- | ------ | ---------- | ----------------- |
| 18   | FW     |            | 앙헬로 사갈       |
| 21   | DF     | 코스타리카 | 카를로스 바라오나 |
| 22   | GK     |            | 필립 쿤           |
| 43   | FW     | 포르투갈   | 페드로 마르케스   |

| 번호 | 포지션 | 국적 | 이름 |
| ---- | ------ | ---- | ---- |

## 역대 감독
| 감독                  | 임기      |
| --------------------- | --------- |
| 로니 웰런             | 2002      |
| 일리에 두미트레스쿠   | 2003~2004 |
| 이오안 안도네         | 2014~2015 |
| 소프로니스 아브구스티 | 2016~2019 |
| 소프로니스 아브구스티 | 2019~2020 |
| 알렉산더 초르니거     | 2021~2022 |
| 파블로 마친           | 2023~2024 |